# Ramyah
Ramyah (arabe : رامية) est un village du district de Bint Jbeil, dans le sud du Liban. Il a subi une destruction généralisée lors de l'invasion israélienne du Liban en 2024.

## Étymologie
Selon Anis Freiha (en) dans son Dictionnaire des noms de villes et villages libanais (1972) le nom est d'origine syriaque, de la racine sémitique « roum » qui signifie « hauteur »; le mot signifie « plateau »,« colline », « montagne ». Une autre étymologie attribue au nom le sens d'« étang » ou « citerne pour recueillir l'eau d'hiver ».

## Description
Ramyah est situé à 580 mètres d'altitude, dans le district de Bint Jbeil ; il est à une distance de 18km à l'est de la ville de Bint Jbeil, et à 7 km à l'est du village de Rmeish ; il est proche de la frontière sud du Liban.
En 1927, le nombre de ses habitants était de 176 personnes selon Le Dictionnaire du Liban. En 1971, le nombre d'habitants de Ramyah s'élève à 587 personnes selon Al-Andari (Annuaire des villes et villages libanais), mais à 1000 personnes selon  Merhej là la même date (Je connais le Liban). En 1981, le nombre d'habitants est de 1211 personnes selon Faour (Revue Al-Bahith). Ramiyah pâtit de l'occupation israélienne du sud Liban (entre 1978 et 2000) ; nombre de ses habitants ont abandonné leurs foyers.
Ses principales productions agricoles sont le tabac, les céréales et les olives.
Parmi ses sources importantes figure la source Tannour.

## Période ottomane
Dans les registres fiscaux de 1596, Ramyah, appelé Ramiya, est situé dans la nahiya ottomane (sous-district) de Tibnin sous le liwa' (district) de Safad, avec une population de 49 ménages et 4 célibataires, tous musulmans. Les villageois payaient un impôt fixe de 25 % sur les produits agricoles, comme le blé, l'orge, les oliviers, les arbres fruitiers, les chèvres et les ruches, en plus des « revenus occasionnels » et d'une presse à huile d'olive ou à sirop de raisin ; le total s'élevait à 3 966 akçe .
En 1881, l' Enquête sur la Palestine (Survey of Western Palestine) du Palestine Exploration Fund le décrit ainsi : « Un petit village en pierre situé au sommet d'une colline dans la vallée, avec quelques figuiers, oliviers et terres arables ; la vallée à l'ouest se transforme en marécage en hiver ; il y a des citernes et une grande fontaine  pour l'approvisionnement en eau. ». L'Enquête note également l'existence de « plusieurs grands sarcophages autour de ce village, et d'un pressoir à olives. ».

## Destructions pendant l'invasion israélienne de 2024
Les troupes au sol de l'armée israélienne placent des explosifs dans des bâtiments puis déclenchent à distance l'explosion ; dans 5 villages au Liban, dont fait partie Ramyah, ce sont des quartiers entiers qui ont été réduits en ruines ;les autres villages sont Blida, Kafr Kila, et Aita al Shaab. Un village, Mhaibib, a été détruit presque en totalité le 16 octobre 2024, l'armée israélienne ayant fait exploser simultanément des tonnes d'explosifs qu'elle avait disposés en divers endroits.
Israël allègue l'existence de tunnels du Hezbollah sous des bâtiments civils dans plusieurs villages. Des juristes spécialistes considèrent que la destruction générale d'un quartier ou d'un village n'est pas conforme au droit international. Tom Dannenbaum, professeur associé de droit international à l’université Tufts, souligne le fait que si des structures civiles, comme des maisons, converties en structures militaires, peuvent être attaquées, en revanche, « il n’est pas permis de cibler une zone entière dans laquelle se trouvent à la fois des objectifs militaires et des biens civils ».
Des vidéos montrent des soldats israéliens faire un compte à rebours puis applaudir l'explosion d'une grande partie de Ramyah qu'ils venaient de provoquer.